# 阿波爾德鄉
46°07′N 24°49′E / 46.117°N 24.817°E
阿波爾德鄉（羅馬尼亞語：Comuna Apold, Mureș），是羅馬尼亞的鄉份，位於該國中部，由穆列什縣負責管轄，面積125平方公里，海拔高度526米，2007年人口3,086，人口密度每平方公里25人。